# Dorfkirche Herzberg (Rietz-Neuendorf)
Koordinaten: 52° 13′ 0,2″ N, 14° 6′ 59,7″ O
Die evangelische Dorfkirche Herzberg ist eine neugotische Feldsteinkirche im Ortsteil Herzberg der Gemeinde Rietz-Neuendorf des Landkreises Oder-Spree. Sie steht unter Denkmalschutz. Die Kirchengemeinde gehört zum Kirchenkreis Oderland-Spree der Evangelischen Kirche Berlin-Brandenburg-schlesische Oberlausitz. Beim Bau wurden auffällig viele Schachbrettsteine verwendet.

## Lage
Die Kirchstraße führt von Westen kommend in östlicher Richtung durch den Ort. Gemeinsam umspannt sie mit der Seestraße den Dorfanger, auf dem die Kirche steht. Das Grundstück ist mit einer Mauer aus unbehauenen und nicht lagig geschichteten Feldsteinen eingefriedet.

## Geschichte
Der erste Vorgängerbau des im 21. Jahrhundert vorhandenen Kirchengebäudes entstand Anfang des 13. Jahrhunderts auf einem Geschiebemergelhügel, dem höchsten und zentralen Punkt des Angerdorfes Herzberg. Früheste Erwähnung findet das Gotteshaus im Meißner Bistumsmatrikel von 1346 als Kirchort Hertzbergk, der dem Kirchensprengel Storkow zugehörig war. Die älteste bildliche Darstellung stammt von einer Zeichnung des Pfarrers Friedrich Gottfried Hein im Kirchenbuch aus dem Jahr 1769. Der erste Vorgängerbau wurde 1783 abgerissen. Über den zweiten Vorgängerbau ist wenig bekannt. Für die gewachsene Herzberger Bevölkerung war der Bestandsbau zu klein geworden und Pfarrer August Langer beantragte 1863 einen Kirchenanbau. Erst dem erneuten Gesuch des Pfarrers Hugo Reukauff wurde 1880 vom Königlich-Preußischen Kirchenbauamt stattgegeben. Erste Kostenvoranschläge und Bauzeichnungen des Berliner Architekten Wilhelm Salzenberg stammten bereits aus den Jahren 1859, 1868 und 1871. 1881 und 1882 wurden durch ihn weitere Entwürfe mit verschiedenen Details und Bauvarianten angefertigt. Der Umbau des Gebäudes erfolgte 1882 bis 1883. Am 30. Juni 1883 wurde die Kirche eingeweiht. Die Erneuerung der Schiefereindeckung des Turmes und Daches erfolgte 1936. Der südliche Emporenraum wurde 1953 mit einer Holzwand für einen beheizbaren Gemeinderaum vom Schiff abgetrennt. Die Friedhofsbegrenzung wurde 1991 neu gemauert. 1997 wurde der Kirchturm repariert und die gesamte Schieferabdeckung des Turmes sowie des Turmansatzes erneuert. Außerdem wurden die Wasserspeier auf einer Vorlage basierend originalgetreu aus Zinkblech nachgebaut sowie das Mauerwerk der oberen Türmchen ausgebessert.

## Architektur
Das ursprüngliche Gebäude war im Vergleich zum heutigen schlicht und klein. Es besaß einen einfachen rechteckigen Grundriss von 23,34 × 9,05 Metern. Beim Umbau wurden die Längsseiten des Kirchenschiffes geöffnet und zwei Querhäuser mit Emporen von jeweils 8,50 × 4,35 Metern Grundfläche angebaut. Das Gesamtensemble erhielt dadurch einen kreuzförmigen Grundriss. Die abgebrochenen mittelalterlichen Quadersteine des Vorgängerbaus fanden an den Seitenflächen der Querhäuser Verwendung, die sich den Quadersteinen des Hauptschiffes anpassen.
Architekt Salzenberg verwendete bevorzugt gotische Formen und gotisierende Elemente. Die Handwerker verwendeten für den Bau im Wesentlichen Feldstein und Mauerstein. Sie nutzten dabei die vorhandenen Feldsteine bis zur Höhe des Hauptgesimses sowie des Turmunterbaus des Vorgängerbaus. Der Chor ist gerade und nicht eingezogen. Am Chorschluss ist ein Lanzett-Drillingsfenster mit überhöhtem Spitzbogen, daneben jeweils zwei Rundbogenblenden. Die Anhebung der Trauf- und Firsthöhe bedingte die Aufhöhung mit gelbem Glindower Ziegelmauerwerk über den mittelalterlichen Feldsteinen am Ostgiebel. Den Übergangsbereich durchzieht ein breiter Streifen aus Vierpassornamentsteinen, der oben und unten von einem Deutschen Band begrenzt wird. Darüber ist der fünffach gestaffelte Blendengiebel. In den drei mittigen Blenden ist je eine hochrechteckige Öffnung. Zum ursprünglichen Teil des Gebäudes gehört der Ostgiebel mit seinen Lanzettfenstern und den eingepassten neun Schachbrettsteinen. Die relativ hohe Anzahl dieser verwendeten Ornamentsteine ist deutschlandweit einzigartig. An der Nord- und Südwand sind je zwei rechteckige Anbauten, von denen der jeweils westlich gelegene erhöht ist und so einen fließenden Übergang zum Kirchenschiff herstellt. Nach Osten sind jeweils drei gekuppelte Spitzbogenfenster. In den jeweils westlich gelegenen Anbauten ist eine Spitzbogenpforte; darüber ein Gesims sowie drei weitere Spitzbogenfenster. Die Anbauten werden als Sakristei genutzt. Im südlichen Anbau befindet sich eine halbkreisförmige Konche. Vermutet wird, dass hier wertvolles Kircheninventar aufbewahrt wurde. Der Chor trägt ein Satteldach, die Anbauten jeweils abgewalmte Dächer.
Das Kirchenschiff wird von je zwei mächtigen Kreuzarmen dominiert. Dort sind an der Nord- und Südseite je zwei große, zweigeteilte Maßwerkfenster, die im Scheitel ein umlaufendes Fries durchbrechen. Oberhalb eines weiteren Gesims ist ein Blendgiebel, der die Form aus dem Chor aufnimmt. Auch er ist mit Fialen verziert. In Richtung Kirchturm ist ein weiteres Maßwerkfenster derselben Bauart. An der Südostecke sind zwei, am Ostgiebel sechs und an der Nordostecke ein weiterer Schachbrettstein verbaut.
Der Kirchturm nimmt die Breite des Schiffs auf. Er kann durch eine große, spitzbogenförmige Pforte von Westen her betreten werden. Das Gewände ist sorgfältig behauen, darüber ein aus Stein gemauertes, gotisches Scheitelkreuz, das nach Maßgabe Salzenbergs restauriert wurde. Die Stirnseiten der Querhäuser und die Westwand des Turmes bestehen aus Zyklopenmauerwerk. Der 1,76 Meter starker Unterbau blieb vom mittelalterlichen Turm erhalten. Er wurde von ursprünglich 18,71 Metern auf 36,77 Meter aufgestockt. An der Nord- und Südseite ist ein schmales Rundbogenfenster. Im mittleren Geschoss sind an der Westseite drei, an der Nord- und Südseite zwei spitzbogenförmige, zweifach gestaffelte Blenden mit je einer kleinen Öffnung. Darüber sind an der West- und Ostseite drei, an der Nord- und Südseite zwei spitzbogenförmige Klangarkaden. Dahinter befinden sich zwei gusseiserne Glocken aus dem Jahr 1917. Vier originalgetreue Wasserspeier krönen die Nord- und Südseite des Turmes. Oberhalb des Glockengeschosses ist eine Turmuhr in einem gestaffelten Giebel. Darauf sitzt ein schlanker Turmhelm mit einer Kreuzblume.

### Ausstattung

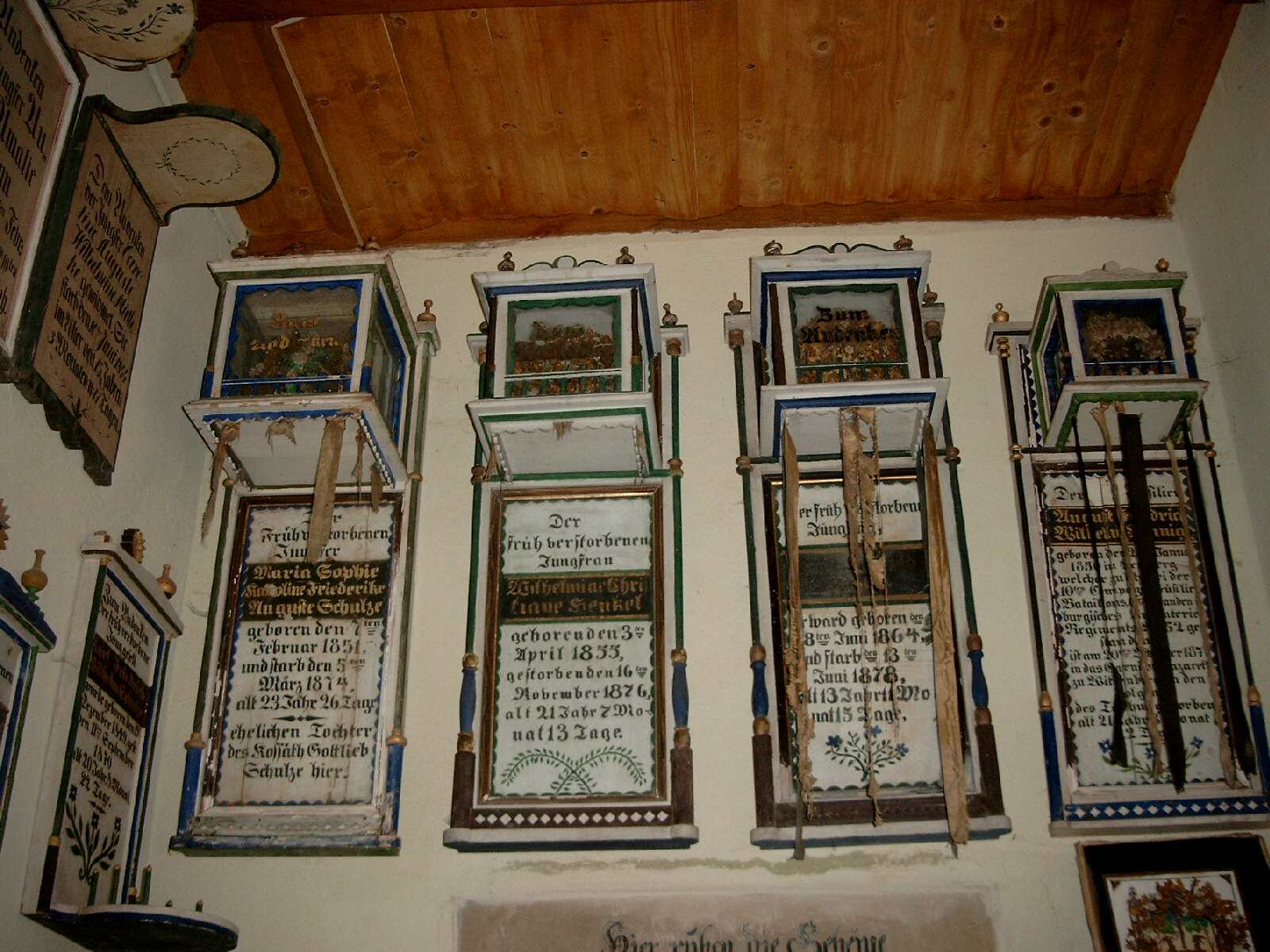
Totenkronensammlung in der nördlichen Sakristei

Zum wertvollen, unter Denkmalschutz stehenden Interieur des Gotteshauses zählen ein vergoldeter Silberleuchter, ein Abendmahlskelch aus der ersten Hälfte des 16. Jahrhunderts und eine Taufschale aus Messing von 1686. In der nördlichen Sakristei befindet sich neben dem Epitaph für den Hartensdorfer Gutsbesitzer Paul Bergius eine ungewöhnliche Totenkronen- und Totenkronenbrettersammlung aus den Jahren 1844 bis 1893. Mit den Initialen der Toten versehen, dienten sie der Erinnerung an verstorbene Kinder und unverheiratete junge Menschen und wurden im Kircheninneren angebracht. Die aus Myrten und Kunstblumen gefertigten Kränze sollten die verwehrte Brautkrone ersetzen und das Recht auf Ehe im Tod geben. Die Sammlung umfasst 19 Totenkronenbretter und neun Totenkronen und ist damit eine der umfangreichsten in Brandenburg.
Hölzerne Emporen befinden sich an West-, Nord- und Südseite. Neben dem hölzernen Altar mit Kruzifix steht die achtseitig aus Keramik gefertigte, halbindustrielle Taufe. Die ebenfalls hölzerne Kanzel, deren polygoner Kanzelkorb von einem Pfosten gestützt wird, steht rechts im Altarraum. Der zentral im Kirchenschiff hängende Kronleuchter wurde vom Herzberger Gutsbesitzer Stakebrandt gestiftet. Alle diese Gegenstände sowie das Gestühl stammen aus den Jahren 1882 bis 1883. Die Decke der Kirche ist mit Holz verkleidet.

### Orgel
Die Orgel, 1885 vom Potsdamer Orgelbaumeister Carl Eduard Gesell errichtet, befindet sich auf der Westempore.
Das Instrument verfügt über zwei Manuale, Pedal und 14 Register. Das Werk ist eines der wenigen erhaltenen zweimanualigen Orgeln Gesells. Da die Prospektpfeifen 1917 zu Kriegszwecken abgegeben werden mussten, wurden sie später durch Zinkpfeifen ersetzt.
| I Hauptwerk C–f3 |            |      |  |
| 1.               | Prinzipal  | 8′   |  |
| 2.               | Octav      | 4′   |  |
| 3.               | Bordun     | 16′  |  |
| 4.               | Salicet    | 8′   |  |
| 5.               | Quinte     | 2/3′ |  |
| 6.               | Superoctav | 2′   |  |

| Oberwerk |              |    |  |
| 7.       | Dolce        | 8′ |  |
| 8.       | Gedact       | 8′ |  |
| 9.       | Portunal     | 4′ |  |
| 10.      | Pedalcoppel  |    |  |
| 11.      | Calcantenzug |    |  |

| Pedal C–d1 |               |     |  |
| 12.        | Subbass       | 16′ |  |
| 13.        | Principalbass | 8′  |  |

| Nebenzüge |                   |  |  |
| 14.       | Pedalcoppel       |  |  |
| 15.       | Manualcoppel      |  |  |
| 16.       | Manualoctavcoppel |  |  |
| 17.       | Mech. SL          |  |  |

Östlich des Bauwerks erinnert ein Denkmal an die Gefallenen der Weltkriege.